# Museo de Transportes Eléctricos del Distrito Federal

El Museo de Transportes Eléctricos del Distrito Federal es un museo de dedicado al Transporte Eléctrico de la Ciudad de México. Este museo se ubica dentro de las instalaciones del STE en el Eje 7 Sur Municipio Libre 402, Colonia San Andrés Tetepilco, alcaldía Iztapalapa.
La actividad de este museo busca crear conciencia en las futuras generaciones respecto de los beneficios de los transportes eléctricos entre los que se encuentran los ser un transporte limpio y no contaminante.

## Acervo

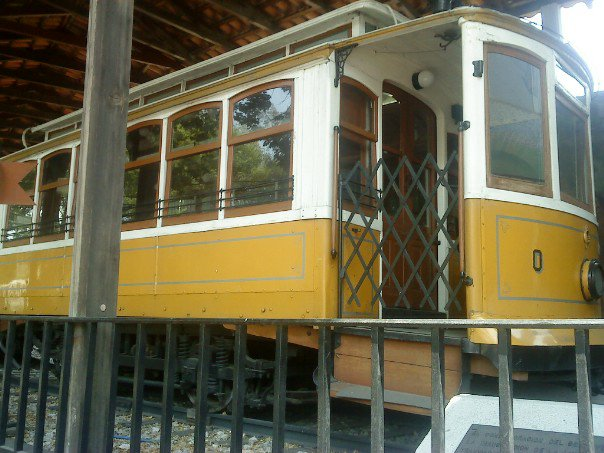
Tranvía "El Cerito", ensamblado en los Talleres de la Indianilla en 1898. Operó con otros tranvías dentro de la red de tranvías de la Ciudad de México. En 1986 volvió al servicio en el tren ligero. Finalizó sus recorridos en 1990.

El acervo del museo consta de tranvías y trolebúses antiguos, así como algunos archivos fotográficos que muestran la evolución del transporte eléctrico en la Ciudad de México.
Otra parte del acervo está conformada por partes eléctricas tales como catenaria, pantógrafos, motores, etc.